# Isabel Yalico
Isabel Yalico fue una profesora, dirigente agraria, coordinadora del Comité de Gestión de la Reserva Nacional de Tambopata y defensora de los derechos ambientales que cuidó la selva de Madre de Dios (Perú). Falleció el 20 de junio de 2023.

## Biografía
Nació y se formó como profesora en Cerro de Pasco. A la edad de 19 años, Isabel decidió migrar junto a su esposo debido a la violencia y desapariciones que realizaba el grupo terrorista Sendero Luminoso. 
Primero se mudaron a Huancayo, sin embargo, esta ciudad estaba igual de afectada por el terrorismo. Luego viajaron a Lima, donde tampoco se quedaron por el alto costo de la vida. Tomaron un vuelo de Lima a Puerto Maldonado, en donde estableció su vivienda, realizó su carrera como docente y directora del único colegio rural del distrito de Laberinto  y se desarrolló como dirigente agrícola y defensora de derechos ambientales.

## Trayectoria y activismo
En la década de los 90, Yalico fue responsable del área de Secretaría y Asistencia social de la Federación Agraria Departamental de Madre de Dios, su gestión estuvo dirigida principalmente a la defensa de la mujer y de los recursos naturales y del medio ambiente.
Fue pionera e impulsadora de la creación de la Zona Reservada Tambopata-Candamo, que se convirtió en las áreas naturales protegidas de la Reserva Nacional de Tambopata y el Parque Nacional Bahuaja Sonene.
Antes de jubilarse, fundó la asociación El Bosque de Niños de Ania, cuya misión es conectar a las niñas, niños y jóvenes con la naturaleza e incentivarlos a volverse agentes de cambio en su hogar, institución educativa y comunidad. 
Durante los años 2018 y 2019, formó parte del grupo de activistas que realizaron la campaña Tambopata Libre, con el objetivo de proteger la reserva nacional de la minería ilegal tras múltiples amenazas que recibieron los defensores ambientales.  En 2019, Isabel fue entrevistada y su testimonio fue publicado en el libro "Defensores Ambientales", el cual fue parte de la iniciativa "Los Tambopatas" de la Sociedad Peruana de Derecho Ambiental, el cual ganó el Premio Nacional Ambiental.
En 2022 apareció en el documental "Valientes" realizado por Amnistía Internacional en su campaña global contra la criminalización de los defensores ambientales. En aquella ocasión, la activista confesó que recibió amenazas de 6 personas por denunciar la tala y quema de bosques en Madre de Dios. 
Participó en la COP2 del Acuerdo de Escazú, en el evento paralelo "Democracia ambiental y ciudadanía activa en Perú: el acceso a la justicia y la defensa de los derechos humanos ambientales" en 2023.
Su última participación fue en el evento preparativo de la “Mesa regional de Madre de Dios para la protección de las personas defensoras de los derechos humanos”.